# 頭のゲーム脳ビタくん
頭のゲーム脳ビタくん（あたまのゲームのうびたくん）は、NHKで1999年3月から2000年3月まで土曜特集の1コーナーとして月1回、1年間放送された30分のクイズ番組である。土曜特集は75分枠なので、この番組が放送されるときは必ず「鶴瓶の家族に乾杯」がセットになる。

## 概要
男性チーム、女性チームの対抗戦で、ヒントから連想される人物や物の名前を当てるクイズ番組であった。番組には「脳ビタくん」というCGキャラクターも存在した。
司会の水谷彰宏は「ゲームは脳のビタミン剤、ひらめきは頭の活力、インスピレーションであなたの脳を元気にしましょう」とオープニングで言うのが定番である。またエンディングで「いかがだったでしょうか。あなたの脳にビタミンは送り込まれたでしょうか」と言って番組が終了する。

## 出演者
司会
- 水谷彰宏（NHKアナウンサー）

回答者
- 男性チーム
  - 地井武男（キャプテン）
- 女性チーム
  - 原日出子（キャプテン）
  - 遙洋子

声の出演
- 池澤春菜（脳ビタ君の声担当）

## 主なクイズ
脳ビタフォー
4つのヒント映像から連想されるあるものを答える。（かつての『ヒントでピント』の1コーナーと類似）
番組初期は1対1の対抗戦だったが、それ以降はチーム対抗戦になった。更にヒント映像も6つになった上、脳ビタくんからのヒントも加わった。1問正解に付き10点獲得。不正解1回につき5点減点もあったがチーム戦になってからは減点なし。
6枚バージョンでは最初の4問には答えに共通するキーワードがある。この時水谷アナは「映像、直感、脳のひらめき勝負」と言う。
脳ビタだーれだ
8つのヒント映像を見て、そこから連想される人物を答える。1問正解20点。減点10点。
ミュージックジグソー
ある曲を9つのブロックに分解し、順番も入れ替えて聴き、それが何という曲か当てる。また画面には、歌詞が載せてある。分かった人は、自分の目の前に置いてある電話を使って、司会者に答えを伝える。正解順に40点、30点、20点、10点獲得。また正解者がしゃべっている時は、効果音で消されている。
脳ビタトリックアート
1枚の絵の中に隠された主のものとは違うものを当てる。絵はどの角度から見てもOK。
このクイズの中で正解はペンギン・パンダ・イルカという問題があったが水谷アナの裁量で「イルカがサメにも見えるので」ということでこれも正解にしたことがあった。
しりとりクイズ
2つの映像から連想し、物の名前を答えるが、その答えはすべてしりとり状になっている。それを60秒以内でどんどん正解していく。またパスも可能。1つ正解につき10点。この時水谷アナは「冷静沈着さっさと答えて高得点」と言う。
脳ビタマイム
パントマイムを使った間違い探し。まずは部屋にあるものをすべて記憶する（この部屋の場面はすべてCG）。その後、パントマイマー中村有志による演技で、どこがどう変わったかをチーム全員で解答（一時期は個人戦であった）。1つ正解につき10点。正解発表は、司会者水谷アナによる実況が名物だった。
最終決戦
前述の脳ビタフォーのルールでチーム対抗戦だが点数が異なる。番組初期は、1枚目20点。2枚目15点。3枚目10点。4枚目5点。減点1回に付き10点。
後期には6枚で構成され1 - 3枚目で20点。4 - 6枚目で10点。減点はなし。
初期の頃にはラスト3問は、字幕なしだったが、実際には水谷アナが解説している。

## テーマソング
- 「俺が天下の脳ビタくん」（歌:冠二郎）

## エピソード
女性チームの遙洋子は番組初期の頃に、早押しに積極的で、押すが誤答連発で自分チームの得点を下げてしまうことがあった。その時のエンディングで「男性が点数を入れていることを頭に入れてなかった。常に点数を気にしている」と発言した。